# C (serviço de metrô de Nova Iorque)

Serviço C
(Eighth Avenue Local)

Serviço C (Eighth Avenue Local) é um dos serviços (rotas) de trânsito rápido do metrô de Nova Yorque. Sobre os sinais de estações e de rota, e no mapa do metrô oficial deste serviço é marcado por uma etiqueta azul (), porque em Manhattan esta rota utiliza a linha IND Eighth Avenue Line. Este serviço tem 40 estações em operação.